# توکلائیک
توکلائیک (به اسپانیایی: Tocllayoc) یک کوه در پرو است که در Peru, Cusco Region, Puno Region واقع شده‌است. توکلائیک ۵٬۲۹۱ متر بالاتر از سطح دریا واقع شده‌است.